# Inclusive Dance
Международный благотворительный инклюзивный танцевальный фестиваль Inclusive Dance — крупнейший в мире ежегодный фестиваль инклюзивного танца (направление инклюзивного искусства). Фестиваль включает очные и онлайн образовательные мероприятия, заочный и очный отборочный тур и очные концертные мероприятия в Москве. Проводится с 2013 года под эгидой Всемирной ассоциации инклюзивного танца (World Inclusive Dance Association — WIDA). Организаторы — Автономная некоммерческая организация «Центр социокультурной анимации „Одухотворение“» и благотворительный фонд «Инклюзив Дэнс — Инклюзивный танец».

### История
Первый фестиваль прошёл в 2013 году. В рамках фестиваля 21-22 ноября 2014 года в Еврейском музее и центре толерантности в Москве открылась выставка «Синтез инклюзивных искусств», на которой были выставлены фотоработы и картины, выполненные лауреатами специальных конкурсов. Во втором фестивале Inclusive Dance приняли участие 69 инклюзивных танцевальных коллективов из 26 регионов России и 9 стран мира. Гала-концерт прошёл в Московском Молодёжном Центре «Планета КВН».
Inclusive Dance-2016, кроме традиционных школ и семинаров, включал реализацию российско-австралийского проекта The Beyond Technique Creative Residency при поддержке Dance Integrated Australia (Австралия) и Посольства Австралии в России. В завершении фестиваля 31 октября состоялось заседание Всемирной ассоциации инклюзивного танца (WIDA), в котором приняли участие зарубежные и российские специалисты. Площадкой гала-концерта стал Зал церковных соборов Храма Христа Спасителя. На этой же площадки гала-концерты Inclusive Dance проходят в 2017—2019 годах.
На Inclusive Dance-2017 было подано 159 заявок от 75 коллективов. Фестиваль охватил 34 региона России, 8 зарубежных стран. 690 человек приняло участие в конкурсе фестиваля. В рамках фестивале 28 октября в Таврическом зале Большого дворца Царицыно (дворцово-парковый ансамбль) состоялся инклюзивный бал «Moscow Evenings».
На онлайн конкурс Inclusive Dance-2018 подал заявку 101 коллектив, 80 коллективов участвовали в 6 межрегиональных этапах, которые прошли в Санкт-Петербурге, Сочи, Екатеринбурге, Красноярске, Саратове и Владивостоке. В финальном этапе фестиваля участвовало около 700 танцоров, среди которых более 70 человек на колясках, а также 200 волонтёров и 60 организаторов со всей Европы.
В фестивале Inclusive Dance-2019 приняло участие 140 коллективов и танцевальных пар.
В 2020 году в связи с эпидемией COVID-19 Inclusive Dance трансформировал программу фестиваля в формат online. Трансляция проводилась с синхронным переводом на двух языках (английский и русский) и рестримом на каналы информационных партнёров в России и за рубежом. Трансляции смотрело более 33 тысяч зрителей во всем мире.
С 2013 по 2022 год по информации организаторов в фестивале приняло участие более 10 000 человек из 654 инклюзивных коллективов, 36 стран мира и 72 регионов России.

### Отборочный тур
В фестивале могут принять участие инклюзивные пары, в которых один из партнёров имеет ограниченные возможности здоровья; инклюзивные танцевальные коллективы, в которых есть как участники, имеющие инвалидность, так и участники без инвалидности.
Чтобы принять участие в очных событиях фестиваля в Москве, участники могут подать заявку с записью номера на дистанционный конкурс или участвовать в очном фестивале отборочного тура.
В 2022 году, кроме заочного конкурса, в Петрозаводске прошёл всероссийский танцевальный фестиваль Inclusive Dance Karelia, победители и лауреаты которого были приглашены на выступление в Москву.
В состав жюри конкурсных мероприятий фестиваля входят деятели культуры и искусства из разных стран.

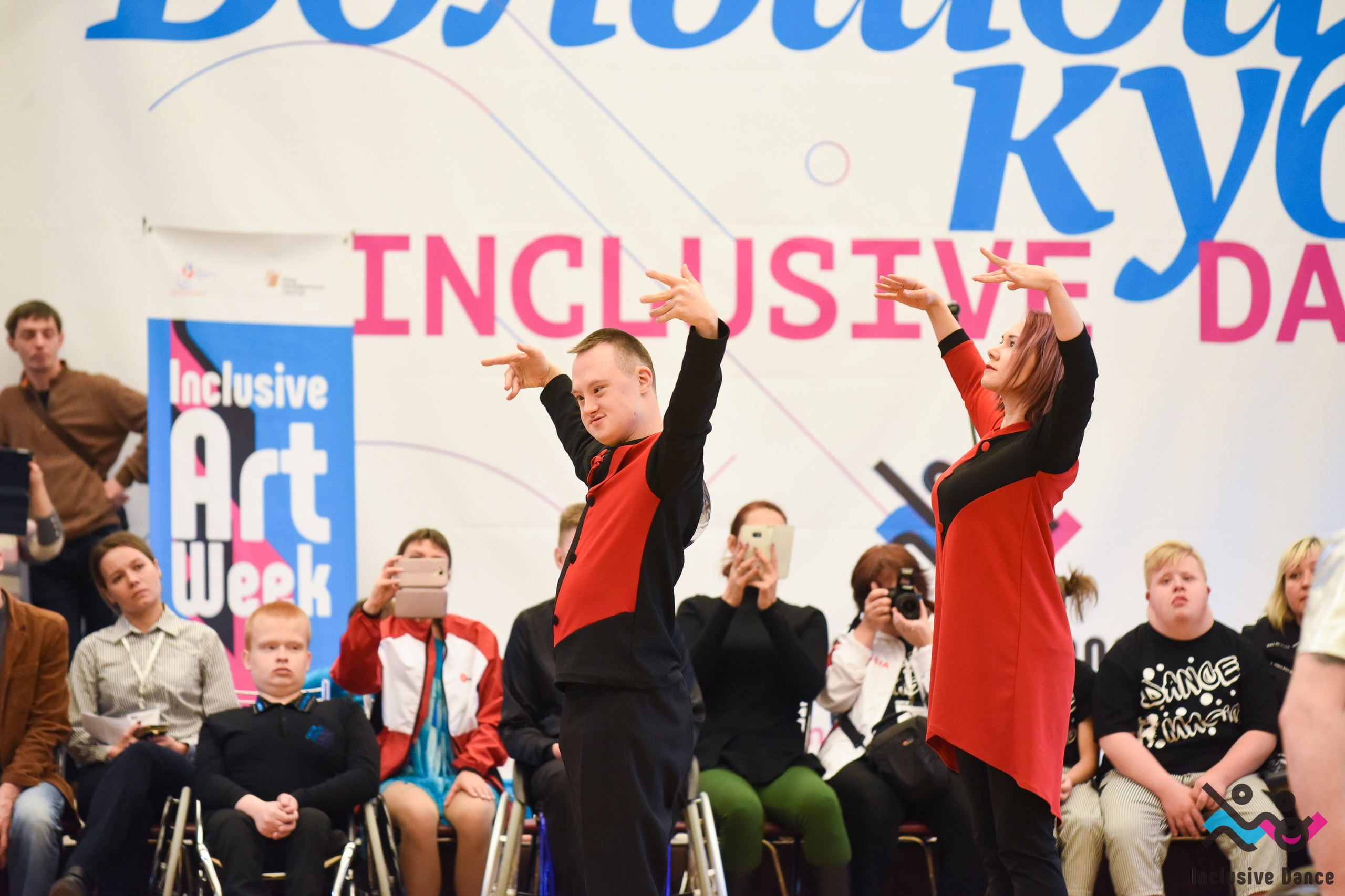
Участники во время выступления

### Направления и номинации, возрастные категории
Заявки на конкурс принимаются в 9 направлениях: бальный танец, исторический танец, классический танец, акробатический танец, социальный танец, народный танец, современный танец, эстрадный танец, уличный танец.
По каждому направлению определяться победители в каждой возрастной категории:
- Дети (3−12 лет)
- Юниоры (13-18 лет)
- Молодёжь и взрослые (19 лет и старше)

и в каждой номинации:
- Пара (2 человека)
- Малая группа (3-5 человек)
- Коллектив (6 человек и больше)

### Состав жюри
Жюри фестиваля международное. В разное время с состав входили:
- Андрей Николаевич Меркурьев, ведущий солист Большого театра
- Corrie van Hugten (Нидерланды), президент Международного фонда по танцам на коляске (International Wheelchair Dance Foundation)
- Ray Bulpitt (Великобритания) — педагог и хореограф, судья международной категории
- Ansell Chezan (Великобритания) — член Исполнительного совета Танцевального Союза Соединённого Королевства, пожизненный член Императорского общества учителей танцев
- Кетеван Зазанашвили (Грузия) — основатель и президент Грузинская национальная федерация танцев на коляске
- Pippa Roberts (Мальта) — преподаватель балета, бальных танцев и танцев на колясках, президент Мальтийской ассоциации танцев на колясках
- Александр Шабловский (Белоруссия) — финалист международных турниров по спортивным бальным танцам, кандидат в мастера спорта в направление «Formation»
- Ивона Чок — профессиональный педагог, вице-чемпионка Польши по спортивным бальным танцам
- Эдо Пампуро (Италия) — учитель танцев, национальный и международный судья, работает с танцорами с разными видами нарушений
- Мария Мельникова (Индонезия) — руководитель фонда Ethno Art Foundation, автор образовательных и реабилитационных арт-программ
- Ренато Занелла en:Renato Zanella(Словения) — художественный руководитель Словенского национального балета
- Алекс и Жаклин Глайн (Нидерланды) — 11-кратные чемпионы Голландии по танцу на коляске, 3-кратные чемпионы мира, учредители Голландского альянса по инклюзивному танцу
- Наталья Головкина — главный хореограф Международного фестиваля Inclusive Dance, победитель и лауреат международных конкурсов хореографического искусства, кавалер ордена «За вклад в культуру»
- Евгения Гарькавая — хореограф, Заслуженный работник культуры и Лауреат Государственной Премии Республики Крым
- Рита Тернос (Эстония) — член Правления фонда Pereprojekt, директор социального центра «Матвейка» (город Нарва)
- Надежда Есина — хореограф-постановщик коллектива Гармала tribe
- Алмагуль Салимбаева (Казахстан) — заместитель директора Благотворительного фонда «Жулдызай»
- Маргарита Ребецкая (Канада) — режиссёр и хореограф, артистка Ансамбль имени Игоря Моисеева, основатель и руководитель кино-театрального проекта ВзаимоДействие.

### Артисты
На Гала-концертах фестиваля в качестве приглашённых артистов выступали: группа Фабрика, Руслан Алехно, Николай Тимохин, Арина Риц, Руслан Алехно, группа «После 11», группа «Н.А.О.М.И.», Леся Ярославская, Александр Панайотов, Эльмира Калимуллина, Ольга Задонская, Алина Сансызбай, детский музыкальный театр Домисолька, детская студия «Наследие» театра Русская песня Надежды Бабкиной, Московский государственный музыкальный театр пластического балета «Новый балет», Школа Современного Танца Николая Огрызкова, Александр Могилёв.